# Lambertz Open by STAWAG 2003
Il Lambertz Open by STAWAG 2003 è stato un torneo di tennis facente parte della categoria ATP Challenger Series nell'ambito dell'ATP Challenger Series 2003. Il torneo si è giocato a Aquisgrana in Germania dal 27 ottobre al 2 novembre 2003 su campi in sintetico (indoor).

## Vincitori

### Singolare
Alexander Peya ha battuto in finale  Jürgen Melzer con il punteggio di 7–6(2), 6–1

### Doppio
Mariusz Fyrstenberg /  Marcin Matkowski hanno battuto in finale  Todd Perry /  Thomas Shimada con il punteggio di 7–6(3), 7–6(3)